# 滝野莉子
滝野 莉子（たきの りこ、英語: Riko Takino、2002年3月14日 - ）は、日本のフィギュアスケート選手（女子シングル）。大阪府三島郡島本町出身。

## 経歴
小学1年時より空手を習い、スケートは小学4年の9歳のときから始めた。目標とする選手は宮原知子である。趣味は料理、ダンス、空手。
2015年全日本ジュニアフィギュアスケート選手権に初出場し17位となった。
2016-2017シーズン、全日本ジュニアフィギュアスケート選手権ではショートプログラムで6位、フリースケーティングでは8位、総合で6位となり、全日本フィギュアスケート選手権への推薦出場を獲得した。初出場となった全日本フィギュアスケート選手権では、14位。初めての国際大会となったババリアンオープンでは、ショートプログラムとフリースケーティングともに2位、総合2位となった。
2017年5月27日、炎の体育会TVスペシャルにコーチである織田信成とともに出演した。
2017-2018シーズンは初めてISUジュニアグランプリシリーズに出場し、第1戦ブリスベン大会でショートプログラム、フリースケーティングでともに3位、総合3位となった。その後近畿ブロック選手権で優勝し、西日本選手権を経て全日本ジュニアフィギュアスケート選手権に出場。ショートプログラムで5位、フリースケーティングではトリプルアクセルに果敢に挑戦し、転倒してしまったものの総合7位となった。
2018-2019シーズンはISUジュニアグランプリシリーズの第2戦リンツ大会に出場し、ショートプログラムで8位、フリースケーティングで6位、総合8位入賞という結果になった。近畿ブロック選手権ではジュニアの部で二連覇を達成。その後、濱田美栄コーチのもとへ移籍し、関西大学KFSCに所属。西日本選手権を経て、全日本ジュニアフィギュアスケート選手権に出場。ショートプログラムで14位、フリースケーティングで17位、総合16位となった。その後、12月末頃に脛骨疲労骨折が発覚し、一度は回復したものの翌年の4月に再び疲労骨折をしてしまい、半年間滑れない期間が続いた。
2019-2020シーズンは8月の全大阪で復帰戦を迎え、近畿ブロックフィギュアスケート選手権ではジュニアの部で3位入賞し、西日本ジュニア選手権への出場権を獲得。西日本ジュニア選手権ではショートプログラムで3位、フリースケーティングで10位、総合7位で全日本ジュニアフィギュアスケート選手権への出場権を獲得した。

## 技術
コンビネーションジャンプではトリプルフリップからトリプルトウループ、ダブルアクセルからのトリプルトウループを得意とする。3回転アクセルの習得を目指しており、転倒しているものの実戦でも挑戦している。

## 主な戦績
| 国際大会                | 国際大会 | 国際大会 | 国際大会 | 国際大会 | 国際大会 | 国際大会 | 国際大会 |
| 大会/年                 | 2014-15  | 2015-16  | 2016-17  | 2017-18  | 2018-19  | 2019-20  | 2020-21  |
| ----------------------- | -------- | -------- | -------- | -------- | -------- | -------- | -------- |
| JGPミンスク・アリーナ杯 |          |          |          | 5        |          |          |          |
| JGPブリスベン           |          |          |          | 3        |          |          |          |
| ババリアンオープン      |          |          | 2 J      |          |          |          |          |
| 国内大会                |          |          |          |          |          |          |          |
| 全日本選手権            |          |          | 14       |          |          |          | 29       |
| 全日本ジュニア選手権    |          | 17       | 6        | 7        | 16       | 15       |          |
| 全日本ノービス選手権    | 9 A      |          |          |          |          |          |          |

- A - ノービスAクラス
- J - ジュニアクラス

### 詳細
| 2020-2021 シーズン    |                                              |          |    |      |
| 開催日                | 大会名                                       | SP       | FS | 結果 |
| 2020年12月24日 - 27日 | 第89回全日本フィギュアスケート選手権（長野） | 29 43.69 | -  | 29   |

| 2019-2020 シーズン    |                                                      |          |          |           |
| 開催日                | 大会名                                               | SP       | FS       | 結果      |
| 2019年11月15日 - 17日 | 第88回全日本フィギュアスケートジュニア選手権（横浜） | 13 52.01 | 15 93.11 | 15 145.12 |

| 2018-2019 シーズン     |                                                        |          |          |           |
| 開催日                 | 大会名                                                 | SP       | FS       | 結果      |
| 2018年8月29日 - 9月1日 | ISUジュニアグランプリ JGPオーストリア杯（リンツ）      | 8 50.00  | 6 97.07  | 7 147.07  |
| 2018年11月24日 - 25日  | 第87回全日本フィギュアスケートジュニア選手権（福岡市） | 14 50.83 | 17 89.78 | 16 140.61 |

| 2017-2018 シーズン    |                                                             |         |          |          |
| 開催日                | 大会名                                                      | SP      | FS       | 結果     |
| 2017年11月25日 - 26日 | 第86回全日本フィギュアスケートジュニア選手権（前橋）        | 5 58.87 | 7 105.91 | 7 164.78 |
| 2017年9月20日 - 24日  | ISUジュニアグランプリ ミンスク・アリーナ杯（ミンスク）      | 6 54.96 | 4 107.90 | 5 162.86 |
| 2017年9月23日 - 26日  | 2017/2018 ISUジュニアグランプリ JGPブリスベン（ブリスベン） | 3 60.55 | 3 113.61 | 3 174.16 |

| 2016-2017 シーズン    |                                                        |          |           |           |
| 開催日                | 大会名                                                 | SP       | FS        | 結果      |
| 2017年2月14日 - 19日  | ババリアンオープンジュニアクラス（オーベルストドルフ） | 2 56.40  | 2 110.58  | 2 166.98  |
| 2017年2月4日 - 7日    | 全国中学校スケート大会（長野市）                       | 3 59.98  | 3 115.74  | 3 175.72  |
| 2016年12月22日 - 25日 | 第85回全日本フィギュアスケート選手権（門真市）         | 11 59.13 | 14 104.14 | 14 163.27 |
| 2016年11月18日 - 20日 | 第85回全日本フィギュアスケートジュニア選手権（札幌市） | 6 57.28  | 8 108.13  | 6 165.41  |

| 2015-2016 シーズン    |                                                              |          |          |           |
| 開催日                | 大会名                                                       | SP       | FS       | 結果      |
| 2015年11月21日 - 23日 | 第84回全日本フィギュアスケートジュニア選手権（ひたちなか市） | 19 46.47 | 13 91.35 | 17 137.82 |

| 2014-2015 シーズン    |                                                                 |    |         |         |
| 開催日                | 大会名                                                          | SP | FS      | 結果    |
| 2014年10月24日 - 26日 | 第18回全日本フィギュアスケートノービス選手権ノービスA（高槻市） |    | 9 74.38 | 9 74.38 |

## プログラム使用曲
| シーズン  | SP                                                       | FS                                                                         |
| --------- | -------------------------------------------------------- | -------------------------------------------------------------------------- |
| 2020-2021 | シェヘラザード 振付：キャシー・リード                    | Joie de Vivre 振付：キャシー・リード                                       |
| 2019-2020 | Surviver 振付：キャシー・リード                          | Joie de Vivre 振付：キャシー・リード                                       |
| 2018-2019 | As You Like It：Violin Romance 振付：キャシー・リード    | Symphonie Fantastique - Dream Of Witches Sabbath 振付：キャシー・リード    |
| 2017-2018 | ポエタ 作曲：ビセンテ・アミーゴ 振付：坂上美紀           | レ・ミゼラブルより 作曲：ヴィットーリオ・モンティ 振付：ジェフリー・バトル |
| 2016-2017 | 火の鳥 作曲：イーゴリ・ストラヴィンスキー 振付：坂上美紀 | レ・ミゼラブルより 作曲：ヴィットーリオ・モンティ 振付：ジェフリー・バトル |